# Picus
Picus là một chi chim trong họ Picidae.
Chi này có 15 loài, phân bố ở châu Âu, châu Á và Bắc Mỹ.
Tên chi là tiếng Latin cho "chim gõ kiến". Chi Picus được nhà tự nhiên học người Thụy Điển Carl Linnaeus tạo lên vào năm 1758 trong phiên bản thứ mười của Systema Naturae.

## Các loài
Chi này có các loài sau:
- Picus mineaceus, thực tế được đặt danh pháp Chrysophlegma miniaceum
- Picus chlorolophus
- Picus puniceus
- Picus flavinucha, thực tế được đặt danh pháp Chrysophlegma flavinucha
- Picus mentalis, thực tế được đặt danh pháp Chrysophlegma mentale
- Picus viridanus
- Picus vittatus
- Picus xanthopygaeus
- Picus squamatus
- Picus awokera
- Picus viridis
- Picus vaillantii''
- Picus rabieri
- Picus erythropygius
- Picus canus